# Rivière de Burnt Church Sud
La rivière de Burnt Church Sud est un cours d'eau du Nouveau-Brunswick, au Canada. Elle prend sa source au sud-ouest de Lavillette, dans la paroisse d'Alnwick, à environ 90 mètres d'altitude. Elle suit ensuite un cours sinueux orienté d'abord vers le sud puis vers l'est. Elle conflue environ 14 kilomètres après sa source avec la rivière de Burnt Church Nord pour former la rivière de Burnt Church.